# Staying Power (Queen)
Staying Power è un brano musicale dei Queen, pubblicato dall'etichetta discografica Elektra Records il 31 luglio 1982 come quinto singolo estratto dal nono album del gruppo, intitolato Hot Space.
Il brano è stato eseguito live durante tutto l'Hot Space Tour e compare nel DVD Queen on Fire Live at the Bowl.

## Formazione
Gruppo
- Freddie Mercury - voce, cori, sintetizzatore, synth bass, drum machine
- Brian May - chitarra elettrica
- John Deacon - chitarra elettrica
- Roger Taylor - batteria elettronica, drum machine

Altri musicisti
- Arif Mardin – arrangiamento corni (traccia 1)